# Kamen Rider X
Kamen Rider X (仮面ライダーX, Kamen Raidā Ekkusu, Kamen Rider X) est une série télévisée japonaise de style Tokusatsu. Elle est le troisième opus de la lignée des Kamen Riders créée par Shotaro Ishinomori, diffusée du 16 février au 12 octobre 1974 juste après Kamen Rider V3. Après 35 épisodes diffusés sur TV Asahi et deux apparitions au cinéma, elle sera remplacée  par Kamen Rider Amazon.

## Distribution
- Keisuke Jin (神 敬介, Jin Keisuke?): Ryo Hayami (速水 亮, Hayami Ryō?)
- Ryoko Mizuki, Kiriko Mizuki (水城 涼子, 水城 霧子, Mizuki Ryōko, Mizuki Kiriko?): Naoko Miyama (美山 尚子, Miyama Naoko?)
- Keitaro Jin (神 敬太郎, Jin Keitarō?): Jun Tazaki (田崎 潤, Tazaki Jun?)
- Tōbei Tachibana (立花 藤兵衛, Tachibana Tōbee?): Akiji Kobayashi (小林 昭二, Kobayashi Akiji?)
- Chiko (チコ, Chiko?): Chisako Kosaka (小坂 チサ子, Kosaka Chisako?)
- Mako (マコ, Mako?): Miyuki Hayata (早田 みゆき, Hayata Miyuki?)
- Apollo Geist (アポロガイスト, Aporo Gaisuto?): Yasuhiko Uchida (打田 康比古, Uchida Yasuhiko?)
- Général de G.O.D. (GOD総司令, Goddo Sō Shirei?, Voix): Osamu Saka (阪 脩, Saka Osamu?)
- King Dark/Docteur Noroi (キングダーク／呪博士, Kingu Dāku/Noroi Hakase?, Voix): Fumio Wada (和田 文夫, Wada Fumio?)
- Narrateur (ナレーター, Narētā?): Shinji Nakae (中江 真司, Nakae Shinji?)

## Chansons
Générique
- "Set Up! Kamen Rider X" (セタップ！仮面ライダーX, Setappu! Kamen Raidā Ekkusu?)
  - Paroles: Shotaro Ishinomori
  - Compositeur: Shunsuke Kikuchi
  - Interprète: Ichirou Mizuki

Générique de fin
- "Ore wa X X Rider" (俺はX.X.ライダー, Ore wa X X Raidā?, "I am X X Rider")
  - Paroles: Saburo Yatsude
  - Compositeur: Shunsuke Kikuchi
  - Interprète: Ichirou Mizuki